# Фудбалски савез Египта
Фудбалски савез Египта (арап. الإتحاد المصري لكرة القدم - (EFA)) је главна фудбалска организација Египта. Учествује у организовању Премијер лиге Египта и организује Куп Египта у фудбалу и фудбалску репрезентацију Египта. Савез је основан 1921. а примљен у Светску фудбалску федерацију ФИФУ од 1923. а КАФ Афричке фудбалске конфедерације од 1957. године. Седиште организације налази се у Каиру. 